# Дамир Зобеница
Дамир Зобеница (Пула, 15. април 1981) српски је политичар. Од 2012. до 2024. обавља функцију народног посланика Скупштине Аутономне Покрајине Војводине, а од 2016. до 2024. и функцију потпредседника Скупштине. Члан је Српске напредне странке.

## Биографија
Рођен је 15. априла 1981. године у српској породици у Пули, у тадашњој Социјалистичкој Републици Хрватској. Гимназију „Светозар Марковић” завршио је у Новом Саду, а након тога дипломирао је социологију на Филозофском факултету у Новом Саду. Током студија, пола године проводи у Сједињеним Америчким Државама, похађајући програм Work and Travel.
У политику улази 2008. као један од оснивача Српске напредне странке (СНС) у Новом Саду. У Главни одбор СНС улази 2012, а 2014. постаје потпредседник Извршног одбора СНС. Члан Председништва СНС постаје 2016. На прву политичку функцију ступа 2009, када постаје председник месне заједнице Сремска Каменица. Након тога, постаје одборник у Скупштини града Новог Сада, a 2012. изабран је за посланика у Скупштини АП Војводине по већинском изборном систему.
Обављао је функцију саветника градоначелника Новог Сада од 2012. до 2016. У мандату од 2016—2020. био је посланик и потпредседник Скупштине АП Војводине. Члан је Управног одбора Развојног фонда Аутономне Покрајине Војводине од 2016. Био је члан Управног одбора ЈП „Пословни простор” Нови Сад, као и члан Надзорног одбора „Слободне царинске зоне” Нови Сад.
Од 2016—2017. био је потпредседник Комитета 1 Скупштине европских регија, који се бави економским и питањима регионалне привредне сарадње. Од 2017—2019. изабран је за потпредседника Скупштине европских регија задужен за дипломатију и Црноморску сарадњу, а од 2019. реизабран је за потпредседника Скупштине европских регија задужен за регионални и економски развој.
Уз матерњи српски, говори течно енглески, а служи се и италијанским језиком. Ожењен је и отац двоје деце.
Крајем новембра 2024, током протеста након Урушавања надстрешнице Железничке станице Нови Сад, Зобеницу је посланица Народне скупштине Србије Мариника Тепић оптужила да је организовао активисте СНС приликом сукоба на протесту, објавивши аудио запис наредби. Председник Србије Александар Вучић је поводом ових навода изјавио да му је Зобеница ово порекао, тврдећи да је аудио направљен коришћењем вештачке интелигенције. Активиста Дејан Томка изјавио је да је немогуће направити звук као онај на снимку вештачком интелигенцијом. Зобеница је 13. децембра 2024. поднео оставку на функцију потпредседника Скупштине Војводине. Против њега је поднета кривична пријава али је одбачена јер „утврђено да пријављено дело није кривично дело за које се гони по службеној дужности”.